# Saison 2012 de l'équipe cycliste Androni Giocattoli-Venezuela
La saison 2012 de l'équipe cycliste Androni Giocattoli-Venezuela est la dix septième de l'équipe.

## Préparation de la saison 2012

### Arrivées et départs
| Arrivées             | Équipe 2011                |
| -------------------- | -------------------------- |
| Tomás Gil            | Lotería del Táchira        |
| Salvatore Mancuso    |                            |
| Francisco Moreno     | Caja Rural amateur         |
| Antonio Parrinello   | Hoppla-Trucks Italia-Wega  |
| Franco Pellizotti    | retour de suspension       |
| Miguel Ángel Rubiano | D'Angelo & Antenucci-Nippo |
| Miguel Ubeto         | Lotería del Táchira        |

| Départs           | Équipe 2012    |
| ----------------- | -------------- |
| Luca Barla        | Idea           |
| Francesco Ginanni | Acqua & Sapone |
| Luca Solari       |                |
| Ángel Vicioso     | Katusha        |

## Coureurs et encadrement technique

### Effectif
| Cycliste             | Date de naissance | Nationalité | Équipe 2011                 |
| -------------------- | ----------------- | ----------- | --------------------------- |
| Omar Bertazzo        | 7 janvier 1989    | Italie      | Androni Giocattoli-C.I.P.I. |
| Alessandro Bertolini | 27 juillet 1971   | Italie      | Androni Giocattoli-C.I.P.I. |
| Riccardo Chiarini    | 20 février 1984   | Italie      | Androni Giocattoli-C.I.P.I. |
| Alessandro De Marchi | 19 mai 1986       | Italie      | Androni Giocattoli-C.I.P.I. |
| Giairo Ermeti        | 7 avril 1981      | Italie      | Androni Giocattoli-C.I.P.I. |
| Fabio Felline        | 29 mars 1990      | Italie      | Geox-TMC                    |
| Roberto Ferrari      | 9 mars 1983       | Italie      | Androni Giocattoli-C.I.P.I. |
| Tomás Gil            | 23 mai 1977       | Venezuela   | Lotería del Táchira         |
| Salvatore Mancuso    | 5 février 1986    | Italie      |                             |
| Jonathan Monsalve    | 28 juin 1989      | Venezuela   | Androni Giocattoli-C.I.P.I. |
| Francisco Moreno     | 10 avril 1989     | Espagne     | Caja Rural amateur          |
| Carlos José Ochoa    | 14 décembre 1980  | Venezuela   | Androni Giocattoli-C.I.P.I. |
| Antonio Parrinello   | 2 octobre 1988    | Italie      | Hoppla-Trucks Italia-Wega   |
| Franco Pellizotti,   | 15 janvier 1978   | Italie      | Retour de suspension        |
| Jackson Rodríguez    | 25 février 1985   | Venezuela   | Androni Giocattoli-C.I.P.I. |
| Miguel Ángel Rubiano | 3 octobre 1984    | Colombie    | D'Angelo & Antenucci-Nippo  |
| José Rujano,         | 18 février 1982   | Venezuela   | Androni Giocattoli-C.I.P.I. |
| Antonio Santoro      | 13 septembre 1989 | Italie      | Androni Giocattoli-C.I.P.I. |
| Emanuele Sella       | 9 janvier 1981    | Italie      | Androni Giocattoli-C.I.P.I. |
| José Serpa           | 17 avril 1979     | Colombie    | Androni Giocattoli-C.I.P.I. |
| Miguel Ubeto         | 2 septembre 1976  | Venezuela   | Lotería del Táchira         |
| Stagiaire            | Date de naissance | Nationalité | Équipe 2012                 |
| Jonathan Perdiguero  | 23 mai 1988       | Espagne     |                             |
| Albert Torres        | 26 avril 1990     | Espagne     |                             |

## Bilan de la saison

### Victoires
| Date       | Course                                            | Pays           | Classe | Vainqueur            |
| ---------- | ------------------------------------------------- | -------------- | ------ | -------------------- |
| 13/01/2012 | 1re étape du Tour du Táchira                      | Venezuela      | 2.2    | Miguel Ubeto         |
| 14/01/2012 | 2e étape du Tour du Táchira                       | Venezuela      | 2.2    | Tomás Gil            |
| 28/02/2012 | 5e étape du Tour de Langkawi                      | Malaisie       | 2.HC   | José Serpa           |
| 29/02/2012 | 6e étape du Tour de Langkawi                      | Malaisie       | 2.HC   | José Serpa           |
| 04/03/2012 | Classement général du Tour de Langkawi            | Malaisie       | 2.HC   | José Serpa           |
| 14/03/2012 | 5e étape du Tour de Taïwan                        | Taipei chinois | 2.1    | Roberto Ferrari      |
| 30/03/2012 | Route Adélie de Vitré                             | France         | 1.1    | Roberto Ferrari      |
| 01/04/2012 | Flèche d'Émeraude                                 | France         | 1.1    | Roberto Ferrari      |
| 15/04/2012 | Tour des Apennins                                 | Italie         | 1.1    | Fabio Felline        |
| 11/05/2012 | 6e étape du Tour d'Italie                         | Italie         | WT     | Miguel Ángel Rubiano |
| 16/05/2012 | 11e étape du Tour d'Italie                        | Italie         | WT     | Roberto Ferrari      |
| 23/06/2012 | Championnat d'Italie sur route                    | Italie         | CN     | Franco Pellizotti    |
| 23/06/2012 | Championnat du Venezuela du contre-la-montre      | Venezuela      | CN     | Tomás Gil            |
| 10/07/2012 | 5e étape du Tour du Venezuela                     | Venezuela      | 2.2    | Jackson Rodríguez    |
| 15/07/2012 | Classement général du Tour du Venezuela           | Venezuela      | 2.2    | Miguel Ubeto         |
| 17/08/2012 | Coppa Agostoni                                    | Italie         | 1.1    | Emanuele Sella       |
| 15/09/2012 | Mémorial Marco Pantani                            | Italie         | 1.1    | Fabio Felline        |
| 16/09/2012 | Grand Prix de l'industrie et du commerce de Prato | Italie         | 1.1    | Emanuele Sella       |

### Résultats sur les courses majeures
Les tableaux suivants représentent les résultats de l'équipe dans les principales courses du calendrier international dans lesquelles l'équipe bénéficie d'une invitation (une des cinq classiques majeures et le Tour d'Italie). Pour chaque épreuve est indiqué le meilleur coureur de l'équipe, son classement ainsi que les accessits glanés par Androni Giocattoli-Venezuela sur les courses de trois semaines.

#### Classiques
| Classique            | Milan-San Remo | Tour des Flandres | Paris-Roubaix | Liège-Bastogne-Liège | Tour de Lombardie       |
| -------------------- | -------------- | ----------------- | ------------- | -------------------- | ----------------------- |
| Coureur (classement) | Non invitée    | Non invitée       | Non invitée   | Non invitée          | Franco Pellizotti (12e) |

#### Grands tours
| Grand tour           | Tour d'Italie                                                  | Tour de France | Tour d'Espagne |
| -------------------- | -------------------------------------------------------------- | -------------- | -------------- |
| Coureur (classement) | Emanuele Sella (45e)                                           | Non invitée    | Non invitée    |
| Accessits            | 2 victoires d'étapes (Miguel Ángel Rubiano et Roberto Ferrari) |                |                |

### Classements UCI

#### UCI America Tour
L'équipe Androni Giocattoli-Venezuela termine à la sixième place de l'America Tour avec 281 points. Ce total est obtenu par l'addition des points des huit meilleurs coureurs de l'équipe au classement individuel, cependant seuls six coureurs sont classés,.
| Rang | Coureur              | Points |
| ---- | -------------------- | ------ |
| 3    | Miguel Ubeto         | 150    |
| 76   | Tomás Gil            | 36     |
| 87   | Jackson Rodríguez    | 32     |
| 105  | Jonathan Monsalve    | 30     |
| 115  | José Serpa           | 25     |
| 269  | Miguel Ángel Rubiano | 8      |

#### UCI Asia Tour
L'équipe Androni Giocattoli-Venezuela termine à la septième place de l'Asia Tour avec 290 points. Ce total est obtenu par l'addition des points des huit meilleurs coureurs de l'équipe au classement individuel, cependant seuls six coureurs sont classés,.
| Rang | Coureur            | Points |
| ---- | ------------------ | ------ |
| 7    | José Serpa         | 180    |
| 41   | Roberto Ferrari    | 67     |
| 94   | Jackson Rodríguez  | 31     |
| 274  | Antonio Parrinello | 5      |
| 295  | Antonio Santoro    | 4      |
| 315  | Jonathan Monsalve  | 3      |

#### UCI Europe Tour
L'équipe Androni Giocattoli-Venezuela termine à la quatrième place de l'Europe Tour avec 1 482,4 points. Ce total est obtenu par l'addition des points des huit meilleurs coureurs de l'équipe au classement individuel,.
| Rang  | Coureur              | Points |
| ----- | -------------------- | ------ |
| 15    | Franco Pellizotti    | 313,2  |
| 20    | Fabio Felline        | 267,8  |
| 21    | Emanuele Sella       | 267,8  |
| 28    | Miguel Ángel Rubiano | 237,4  |
| 50    | Roberto Ferrari      | 186,2  |
| 81    | Riccardo Chiarini    | 133,2  |
| 325   | José Serpa           | 44,8   |
| 432   | Omar Bertazzo        | 32     |
| 505   | Jonathan Monsalve    | 25     |
| 564   | Francisco Moreno     | 20     |
| 746   | Giairo Ermeti        | 12     |
| 936   | Alessandro De Marchi | 6,8    |
| 1 194 | Jackson Rodríguez    | 1,2    |
| 1 194 | Carlos José Ochoa    | 1,2    |